# ام‌وی گویا
ام‌وی گویا (به انگلیسی: MV Goya) یک زیردریایی بود که طول آن ۱۴۵ متر (۴۷۶ فوت) بود. این زیردریایی در سال ۱۹۴۰ ساخته شد.